# Okan Ekmekci
Okan Ekmekci (* 8. April 1995 in Wels) ist ein ehemaliger österreichischer Fußballspieler.

## Karriere
Ekmekci begann seine Karriere beim FC Wels. Im Dezember 2005 wechselte er zum ASK Blaue Elf Wels. In der Saison 2006/07 spielte er in der Jugend des WSC Hertha Wels. Zur Saison 2007/08 kehrte er zum FC Wels zurück. Zur Saison 2008/09 wechselte er in die Jugend des LASK. 2010 spielte er kurzzeitig beim FC Pasching, ehe er zum LASK zurückkehrte. In dieser Zeit kam er vorrangig im Nachwuchs zum Einsatz, absolvierte im Mai 2011 aber auch ein Spiel der zweiten Mannschaft der Linzer in der drittklassigen Regionalliga Mitte. In der nachfolgenden Saison absolvierte er vier Ligaspiele für LASK JKU, eine Mannschaft des LASK, die in Kooperation mit der Johannes Kepler Universität Linz geführt wurde und zu diesem Zeitpunkt in der siebentklassigen 1. Klasse Mitte aktiv war. Im Oktober 2011 wechselte er in die Türkei in die Jugend von Manisaspor. Im Oktober 2012 kehrte er zu Hertha Wels zurück. Dort absolvierte er zwei Spiele für die erste Mannschaft in der fünfthöchsten Spielklasse. Im April 2013 kehrte er zum LASK zurück. Ab der Saison 2013/14 kam er für die achtklassige Zweitmannschaft des LASK zum Einsatz.
Zur Saison 2014/15 wechselte er zum Regionalligisten SV Wallern. In seiner ersten Saison bei Wallern kam er zu 23 Einsätzen in der Regionalliga. 2016 musste er mit Wallern in die OÖ Liga absteigen. Nach insgesamt 59 Ligaeinsätzen wechselte er im Jänner 2017 zum Regionalligisten SV Grieskirchen. Für Grieskirchen kam er zu 13 Regionalligaeinsätzen, mit dem Verein musste er allerdings ebenfalls den Gang in die OÖ Liga antreten. Daraufhin schloss er sich zur Saison 2017/18 dem Regionalligisten SK Austria Klagenfurt an. Für die Kärntner kam er zu 24 Einsätzen in der Regionalliga, in denen er vier Tore erzielte. Mit Klagenfurt stieg er zu Saisonende in die 2. Liga auf. Daraufhin verließ er den Verein.
Nach über zwei Monaten ohne Verein wechselte Ekmekci im September 2018 nach Griechenland zum Drittligisten Apollon Paralimnio. Nach wenigen Monaten in Griechenland kehrte er im Februar 2019 nach Österreich zurück und schloss sich dem fünftklassigen ATSV Sattledt an. Nach 24 Fünftligaeinsätzen für Sattledt wechselte er im Jänner 2020 zum Zweitligisten Kapfenberger SV, bei dem er einen bis Juni 2020 laufenden Vertrag erhielt. Sein Debüt in der 2. Liga gab er im Februar 2020, als er am 18. Spieltag der Saison 2019/20 gegen den SV Lafnitz in der 85. Minute für David Sencar eingewechselt wurde. Bis Saisonende kam er zu elf Zweitligaeinsätzen, in denen er ein Tor erzielte. Nach der Saison 2019/20 verließ er die KSV wieder.
Nach dem Ende seiner Spielerkarriere schlug er eine Laufbahn als Spielerberater ein und gründete dafür die Agentur EK24Sports. Im August 2023 trat er für die Union Thalheim kurzzeitig wieder im Vereinsfußball in Erscheinung.